# Angelo Antonio D'Agostino
Angelo Antonio D'Agostino, né le 10 juin 1961 à Montefalcione, est un entrepreneur et un homme politique italien. 
Il a été membre de Choix civique pour l'Italie, dont il est vice-président de 2015 à 2017. Il est député de 2013 à 2018.